# 羅田泰和
羅田 泰和（きぬた やすかず、1966年〈昭和41年〉4月16日 - ）は、日本の歯科医師。
東京都八王子市の西八王子駅前に一般歯科の「きぬた歯科」と、インプラント治療に特化した「インプラント八王子」の2診療所を経営しており、東京都の多摩地域を主体に多くの看板を出している。
苗字は長らくひらがなで「きぬた」と書かれていたが、2022年頃から漢字表記の例が少しずつ増加している。

## 人物
1966年生まれ。幼少期を過ごした栃木県足利市で栃木県立足利高等学校に進学、日本歯科大学新潟生命歯学部を経てから東京・葛西の歯科医院で勤務した。1996年に独立して西八王子駅南口の奈良ビル2階にきぬた歯科を開業すると、インプラントを前面に出した医院運営を行なって患者を増やし、経営を軌道に乗せた。
2023年6月からは出身地である栃木県足利市の足利未来応援大使を務めている。また、羅田自身には6本のインプラントが埋入されている。
兄・久和も歯科医であり、JR横浜線の鴨居駅から近い横浜市都筑区池辺町で同名のきぬた歯科を先に開院し、顔写真つき看板を弟より先の2008年頃から市内中心部に出して評判になっていた。なお、両者ともに運営法人名は「医療法人社団きぬた会 きぬた歯科」と同じであるが、別法人である。

### 看板を増やし始めたきっかけ
2012年1月、インプラントの悪徳業者を特集したテレビ番組の放送によってインプラント施術への強い批判が沸き起こり、きぬた歯科を含め多くの歯科医院で予約のキャンセルが相次ぐ逆風が吹いた。このことをきっかけとして羅田は資金を看板広告に投下し、八王子市内の幹線道路沿いを中心に大量の顔写真つき看板を出現させた。あくまで集客が目的の看板だったが、世間からの反応を聞いているうちに、羅田はやがて看板を設置すること自体に自己実現を感じるようになった。

## メディア出演
知名度の高さからメディア出演の機会も多く、これらはホームページや公式Twitterアカウントで適宜公表されている。

### テレビ
- おじゃMAP!!（2016年2月17日[15][16]、フジテレビ）
- マツコの知らない世界（2017年8月29日[17][18]、TBSテレビ）
- 新・情報7daysニュースキャスター（2018年11月10日[19]、TBSテレビ）
- 月曜から夜ふかし（2018年11月19日[20]、2022年9月12日[21]、2022年11月7日、日本テレビ）
- じっくり聞いタロウ〜スター近況（秘）報告〜（2018年11月29日[22]、テレビ東京）
- 激レアさんを連れてきた。（2022年10月3日[23]、テレビ朝日）
- バラいろダンディ（2022年1月11日[24]、東京MX）
- 知らない方がヨカッタ話（2022年7月15日[25]、TBSテレビ）
- ヒロミの八王子会SP（2022年9月11日[26]、BS日テレ）
- がっちりマンデー!!（2022年12月18日[27]、TBSテレビ）

### ラジオ
- 山崎怜奈の誰かに話したかったこと。（2024年4月 - 、TOKYO FM）- 月曜「誰かに話したくなる「歯」の話。」レギュラー
- Good Luck! Morning!-friday- (2025年5月 - 、NACK5) - 「歯ッピー！Morning！-friday-」

### 雑誌
- 月刊アポロニア21 - 日本歯科新聞（2022年2月号[3]）
- BALL. VOL6 - けやき出版

### ネットニュース
- 八王子ジャーニー（2022年8月7日[28]）

### YouTube
- 街録ch〜あなたの人生、教えて下さい〜（2023年4月18日[29]、7月26日[30][31]）

## 著書
- 『成功率100%へ!!信頼できるインプラントとは―「第二の永久歯」で入れ歯の悩み解消!』（ブイツーソリューション 2007年、ISBN 4434104896）
- 『成功率100%へ!!インプラントは実績設備費用で選べ!』（ブイツーソリューション 2008年、ISBN 4434119702）
- 『成功率100%のインプラントとは―インプラントは「安ければ良い」ではない!』（ブイツーソリューション 2009年、ISBN 4434131478）
- 『もうインプラントで悩むのはやめなさい!!―治療前の「不安のすべて」に応えます!』（ブイツーソリューション 2010年、ISBN 4434144367）
- 『あっそのインプラント、危険です!!』（ブイツーソリューション 2011年、ISBN 4434155504）
- 『歯医者が受けたい!インプラント治療』（ブイツーソリューション 2014年、ISBN 4434193473）

### 単行本
- 『異端であれ！』（KADOKAWA 2024年7月19日、ISBN 4041146410）